# Dolany (kraj ołomuniecki)
Dolany – miejscowość i gmina (obec) w Czechach, w kraju ołomunieckim, w powiecie Ołomuniec. W 2022 roku liczyła 2827 mieszkańców.
W miejscowości znajduje się zabytkowy pałac, który został zbudowany w XVII wieku.